# Fabrice Moreau (remero)
Fabrice Moreau (Le Creusot, 11 de enero de 1978) es un deportista francés que compitió en remo.
Ganó cinco medallas en el Campeonato Mundial de Remo entre los años 2001 y 2015, y una medalla de oro en el Campeonato Europeo de Remo de 2009.
Participó en los Juegos Olímpicos de Londres 2012, ocupando el séptimo lugar en la prueba de cuatro sin timonel ligero.

## Palmarés internacional
| Campeonato Mundial | Campeonato Mundial     | Campeonato Mundial | Campeonato Mundial        |
| Año                | Lugar                  | Medalla            | Prueba                    |
| ------------------ | ---------------------- | ------------------ | ------------------------- |
| 2001               | Lucerna (Suiza)        | Medalla de bronce  | Doble scull ligero        |
| 2005               | Kaizu (Japón)          | Medalla de bronce  | Scull individual ligero   |
| 2006               | Eton (Reino Unido)     | Medalla de bronce  | Doble scull ligero        |
| 2008               | Ottensheim (Austria)   | Medalla de plata   | Cuatro scull ligero       |
| 2015               | Aiguebelette (Francia) | Medalla de plata   | Ocho con timonel ligero   |
| Campeonato Europeo |                        |                    |                           |
| Año                | Lugar                  | Medalla            | Prueba                    |
| 2009               | Brest (Bielorrusia)    | Medalla de oro     | Cuatro sin timonel ligero |